# العلاقات الأذربيجانية القرغيزستانية
العلاقات الأذربيجانية القيرغيزستانية هي العلاقات الثنائية التي تجمع بين أذربيجان وقيرغيزستان.

## مقارنة بين البلدين
هذه مقارنة عامة ومرجعية للدولتين:
| وجه المقارنة                                              | أذربيجان        | قيرغيزستان                      |
| --------------------------------------------------------- | --------------- | ------------------------------- |
| المساحة (كم2)                                             | 86.60 ألف       | 199.95 ألف                      |
| عدد السكان (نسمة)                                         | 10.00 مليون     | 6.20 مليون                      |
| الكثافة السكانية (ن./كم²)                                 | 115.47          | 31.01                           |
| العاصمة                                                   | باكو            | بيشكك                           |
| اللغة الرسمية                                             | اللغة الأذرية   | اللغة الروسية، اللغة القيرغيزية |
| العملة                                                    | مانات أذربيجاني | سوم قيرغيزستاني                 |
| الناتج المحلي الإجمالي (بليون دولار)                      | 40.75 مليار     | 7.56 مليار                      |
| الناتج المحلي الإجمالي (تعادل القوة الشرائية) بليون دولار | 171.56 مليار    | 20.45 مليار                     |
| الناتج المحلي الإجمالي الاسمي للفرد دولار أمريكي          | 5.50 ألف        | 1.10 ألف                        |
| الناتج المحلي الإجمالي للفرد دولار أمريكي                 | 17.52 ألف       |                                 |
| مؤشر التنمية البشرية                                      | 0.751           | 0.655                           |
| رمز المكالمات الدولي                                      | +994            | +996                            |
| رمز الإنترنت                                              | .az             | .kg                             |
| المنطقة الزمنية                                           | ت ع م+04:00     | ت ع م+06:00                     |

## منظمات دولية مشتركة
يشترك البلدان في عضوية مجموعة من المنظمات الدولية، منها:
| علم المنظمة | اسم المنظمة                        | تاريخ انضمام أذربيجان | تاريخ انضمام قيرغيزستان |
| ----------- | ---------------------------------- | --------------------- | ----------------------- |
|             | منظمة التعاون الإسلامي             | 1991                  | ?                       |
|             | الاتحاد البريدي العالمي            | ?                     | ?                       |
|             | بنك التنمية الآسيوي                | 1999                  | 1994                    |
|             | يونسكو                             | 3 يونيو 1992          | 2 يونيو 1992            |
|             | البنك الدولي للإنشاء والتعمير      | 18 سبتمبر 1992        | 18 سبتمبر 1992          |
|             | وكالة ضمان الاستثمار متعدد الأطراف | 23 سبتمبر 1992        | 21 سبتمبر 1993          |
|             | الاتحاد الدولي للاتصالات           | 10 أبريل 1992         | 20 يناير 1994           |
|             | منظمة الشرطة الجنائية الدولية      | ?                     | ?                       |
|             | مؤسسة التمويل الدولية              | 11 أكتوبر 1995        | 11 فبراير 1993          |
|             | الأمم المتحدة                      | 2 مارس 1992           | 2 مارس 1992             |
|             | منظمة الأمن والتعاون في أوروبا     | 30 يناير 1992         | 30 يناير 1992           |
|             | مؤسسة التنمية الدولية              | 31 مارس 1995          | 24 سبتمبر 1992          |
|             | منظمة حظر الأسلحة الكيميائية       | ?                     | ?                       |

## وصلات خارجية
- موقع وزارة الخارجية الأذربيجانية